# خودرو چرخ‌دار زره‌پوش (نظامی)

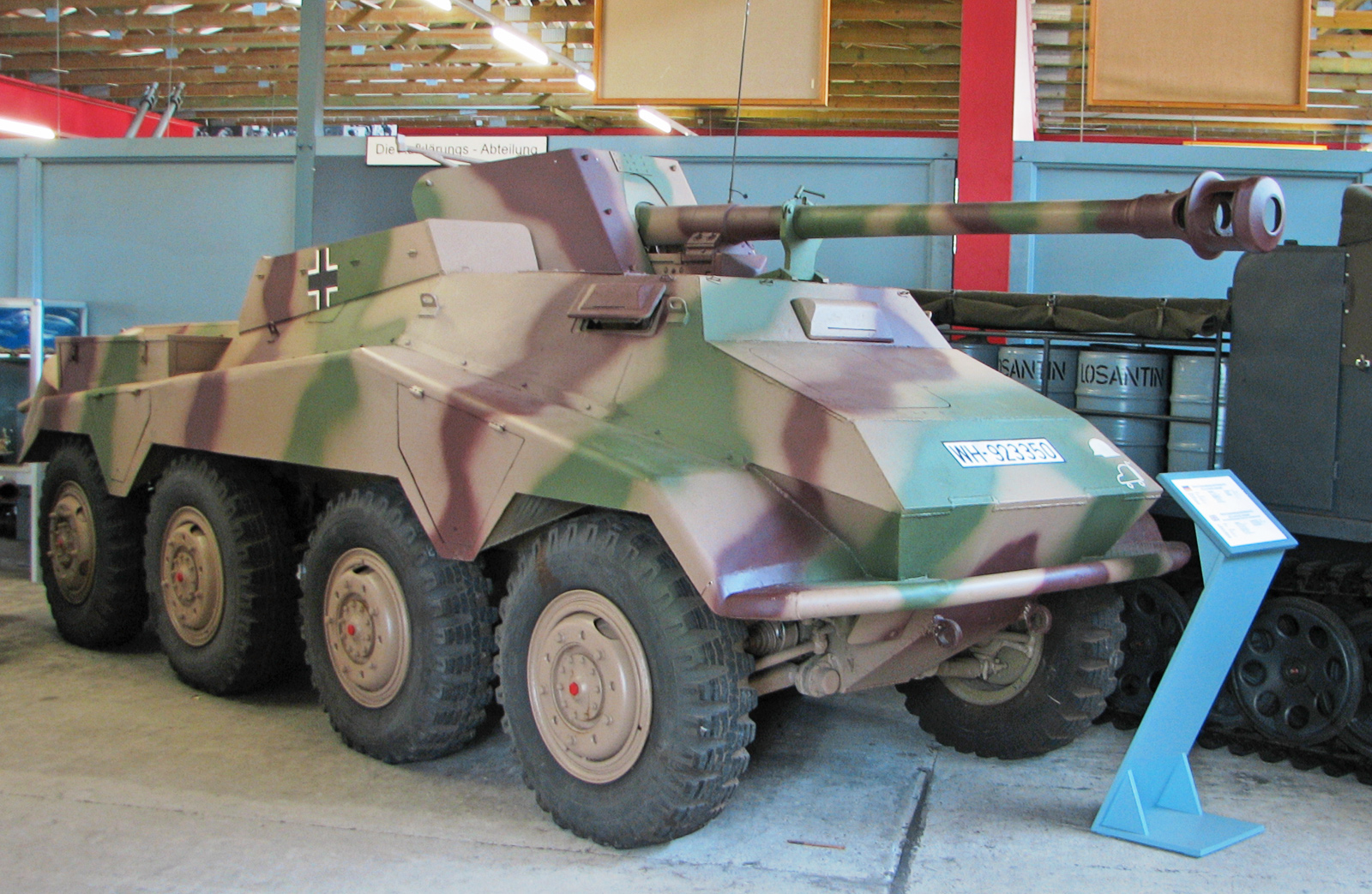
World War II, German SdKfz ۲۳۴/۴.

خودرو چرخ‌دار زره‌پوش نوعی خودرو زره‌پوش است که سبکتر از سایر خودروهای زره‌پوش جنگی است که در درجه اول بمنظور دفاع از کارکنان، مسلح یا زره پوش شده است. ولی سایر وسایل نقلیه چرخدار چند محوره می‌توانند کاملاً بزرگ، و از نظر زره و جنگ‌افزار قویتر از برخی انواع خودروهای زره‌پوش شنی‌دار باشند.